# 高座結御子神社
高座結御子神社（たかくらむすびみこじんじゃ）は、愛知県名古屋市熱田区高蔵町にある神社。式内社（名神大社）で、熱田神宮境外摂社。
熱田神宮と同じく尾張の祖神を祀る。高蔵地域の鎮守神・産土神で、地元では「高座さま」と呼ばれ篤く信仰されている。

## 祭神
祭神は次の1柱。
- 高倉下命（たかくらじのみこと）

『延喜式』神名帳での祭神の記載は1座。社名には「御子神」と見えるが、これについて『続日本後紀』では日割御子神・孫若御子神（いずれも熱田神宮境内摂社）とともに高座結御子神が「熱田大神御児神」であると明記されており、古くから熱田神宮と深い関係にあった神になる。
現在の人格神に比定される高倉下命は尾張氏の祖神として知られる神であるが、文献によればそのほかに仲哀天皇説、成務天皇説、成務天皇・仲哀天皇両神説などがあった。

## 歴史

### 創建
創建は不詳。伝承では天武天皇の御世（673年 - 686年）かとも、熱田神宮本宮と同時期かともいう。
高座結御子神社を含む熱田神宮の境外摂社に関しては、古墳時代の尾張諸勢力の分布との対応を指摘する説がある。この中で、熱田台地の主勢力（断夫山古墳・白鳥古墳や熱田神宮）がその他勢力を吸収した結果、各神社が熱田神宮の神統譜に組み込まれるに至ったと推測されている。
特に高座結御子神社および高蔵公園の周辺では、高蔵貝塚・高蔵古墳群などの弥生時代から古墳時代に渡る遺跡（高蔵遺跡）の立地が知られる。この高蔵遺跡は東西約500メートル・南北約700メートルにおよぶ大規模なもので、弥生時代の遺跡としては全国的にも知られるほか、古墳時代としては断夫山古墳・白鳥古墳などの首長墓の造営に直接関与した集団の遺跡とされる。

### 概史
国史では、『続日本後紀』承和2年（836年）条において尾張国の日割御子神・孫若御子神・高座結御子神の熱田大神御児神3神を名神に列するという旨の記述がある。
延長5年（927年）成立の『延喜式』神名帳では尾張国愛智郡に「高座結御子神社 名神大」と記載され、名神大社に列している。また『尾張国内神名帳』では「高蔵名神」または「高座明神」と記載されている。
元亀2年（1571年）の造営の際には織田信長からの寄進があったほか、江戸時代の元和4年（1618年）には蜂須賀家政による修理があり、また貞享3年（1686年）の江戸幕府による熱田神宮造営の際には当社にも修理のことがあった。
社殿は尾張造の丹塗りであったが、昭和20年（1945年）に戦災でほとんどを焼失、昭和38年（1963年）に焼失以前に準じる形態で再建された。

### 神階
- 六国史時代における神階奉叙の記録
  - 承和2年（836年）12月12日、名神に列す （『続日本後紀』） - 表記は「高座結御子神」。
- 六国史以後
  - 正二位[7]または正二位上[8]または従二位[4] （『尾張国内神名帳』） - 表記は「高蔵名神」または「高座明神」[4]。位階は写本により異同がある。

## 摂末社
境内に次の末社4社が鎮座する。近世頃には他に御手洗神社・海神社があったという。
- 鉾取社 - 祭神：鉾取神
- 新宮社 - 祭神：素盞嗚尊
- 御井社 - 祭神：御井神
- 稲荷社 - 祭神：宇迦之御魂神
豊臣秀吉の母のなか（のちの大政所）が幼少の秀吉を連れて立身出世を祈ったといわれ、「太閤出世稲荷」の別名を持つ。

## 祭事
- 稲荷社祭 （初午の日）
- 高座稲荷講社、春季大祭 （旧初午の日）
- 子預祭 （4月3日）
幼児の成長と虫封じを祈願して15歳まで子供を祭神に預け、無事成長した暁にはお礼参りをする風習。
- 例祭 （6月1日）
- 御井祭 （土用入の日）
この日に御井社の井戸を子供が覗くと虫封じの利益があるとして、信仰されている[1]。
- 高座稲荷講社、秋季大祭 （11月8日）

## ギャラリー

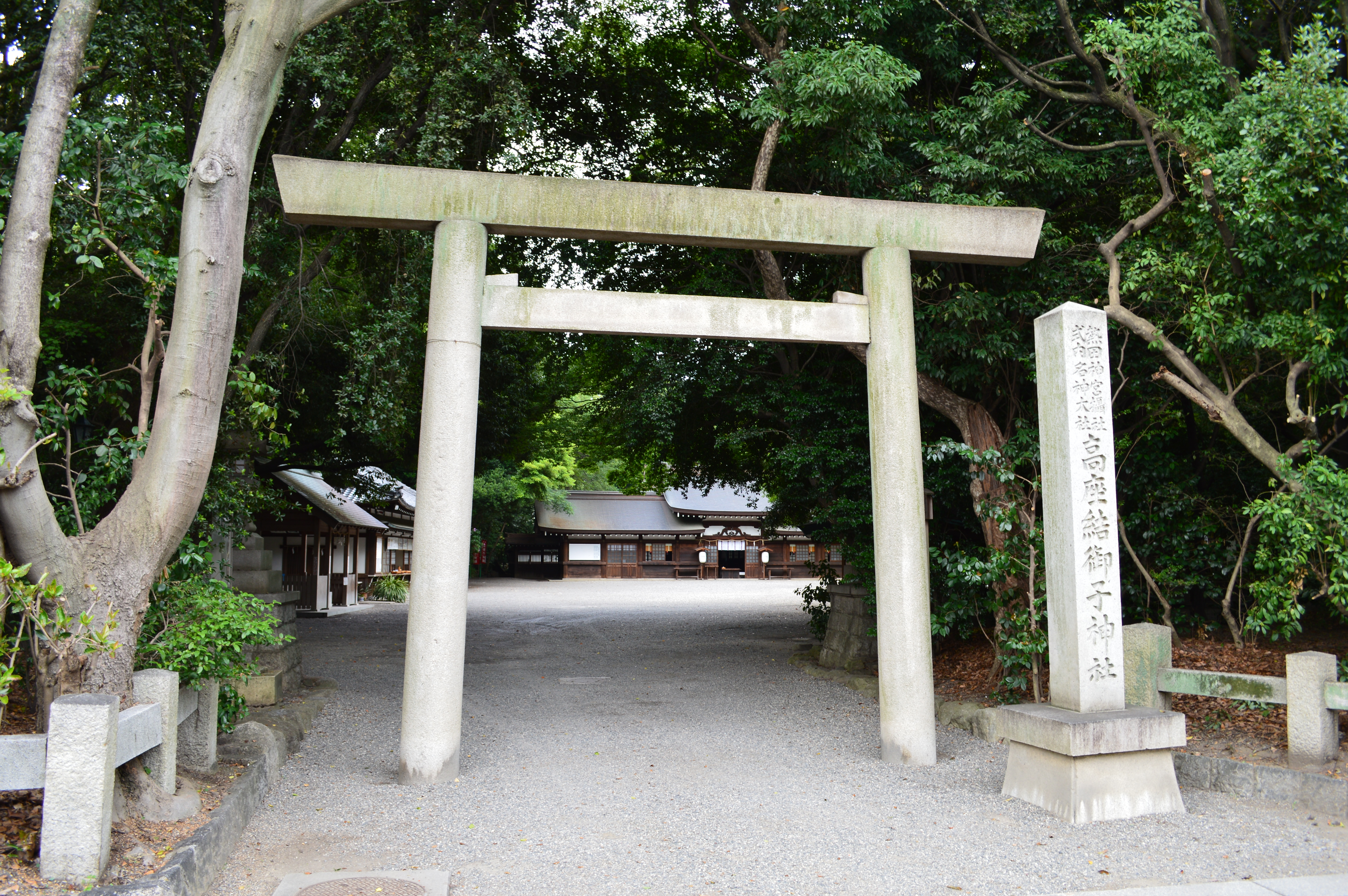
南鳥居 （2013年（平成25年）7月）
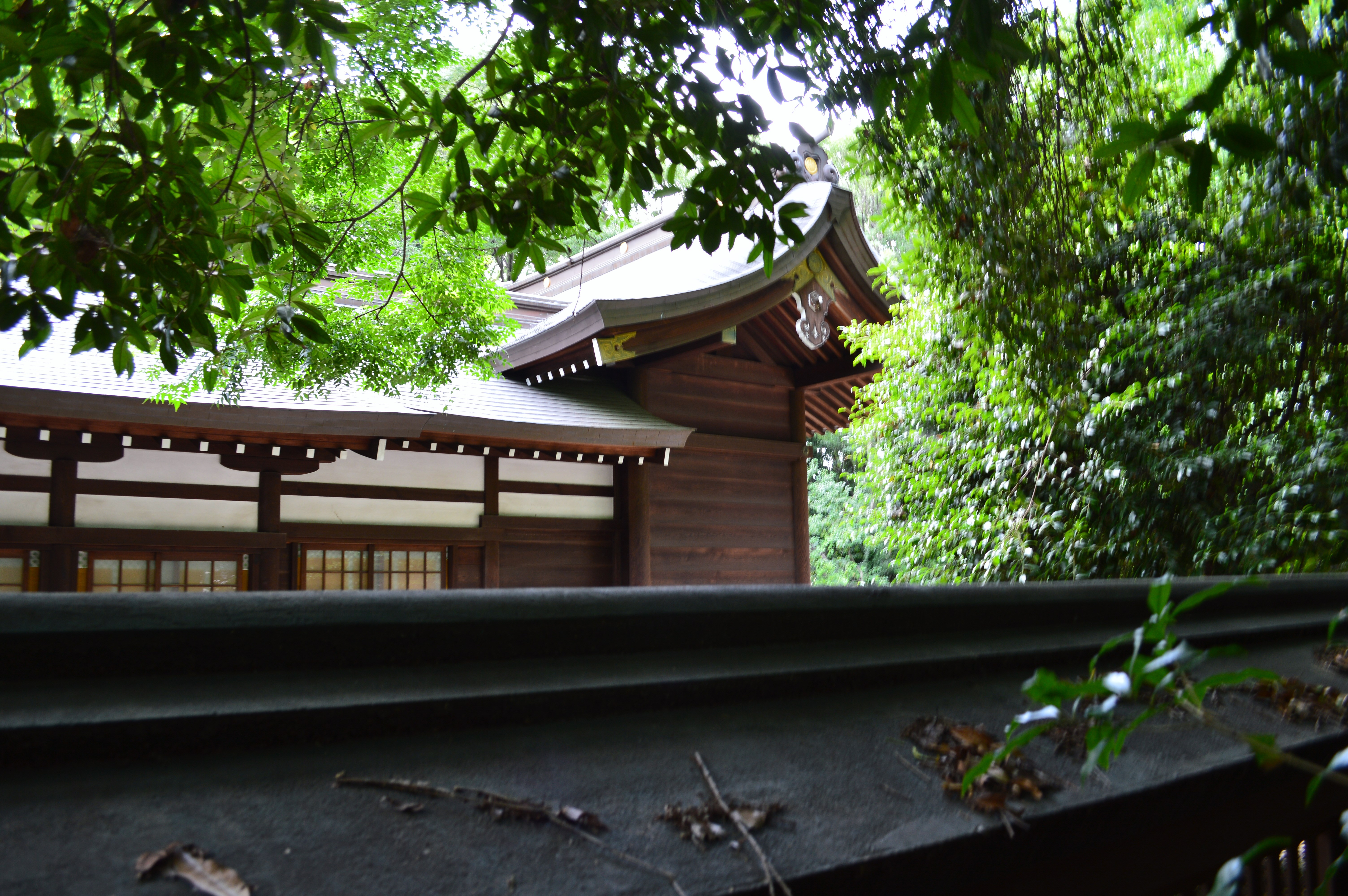
本殿 （2013年（平成25年）7月）
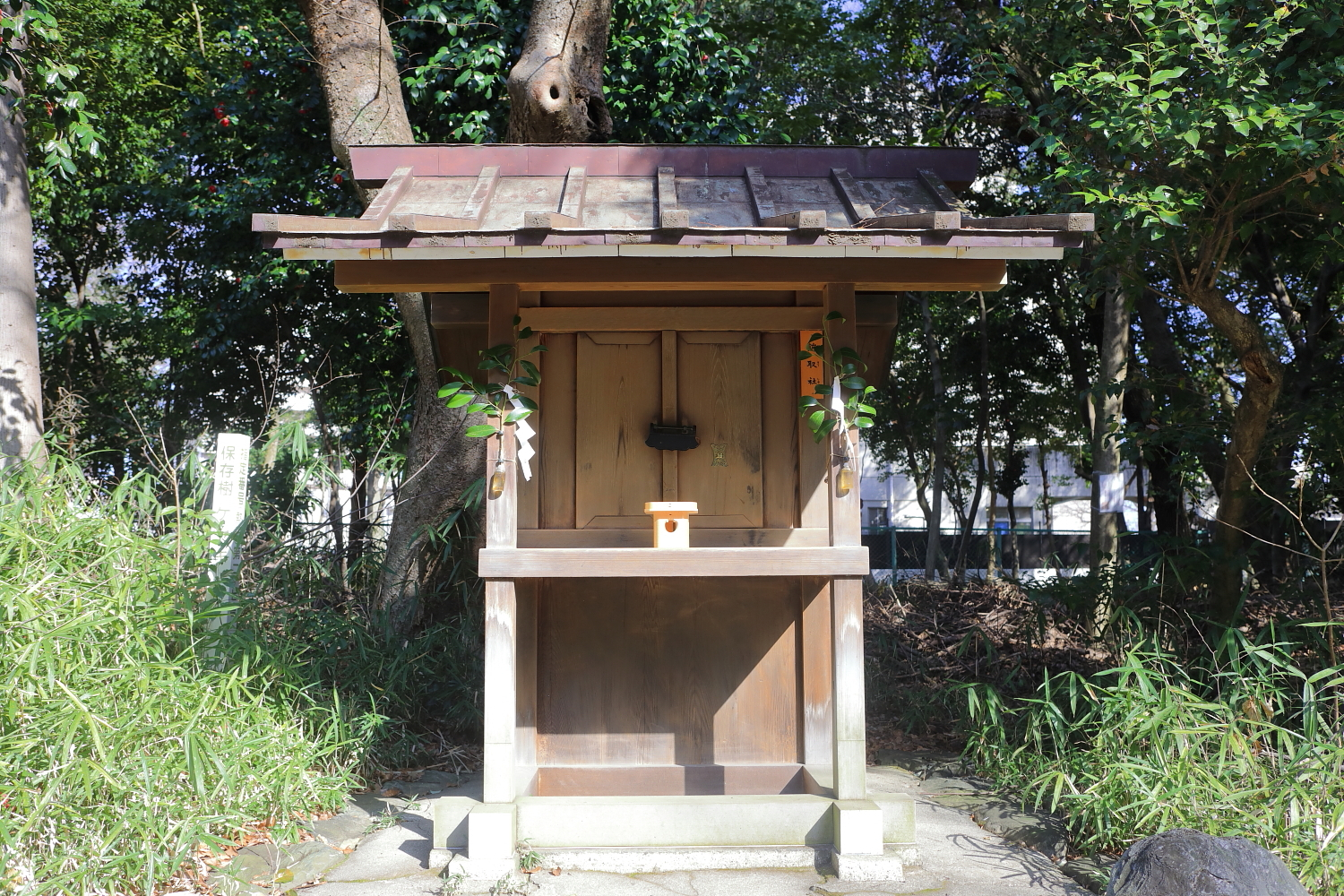
鉾取社 （2021年（令和3年）3月）
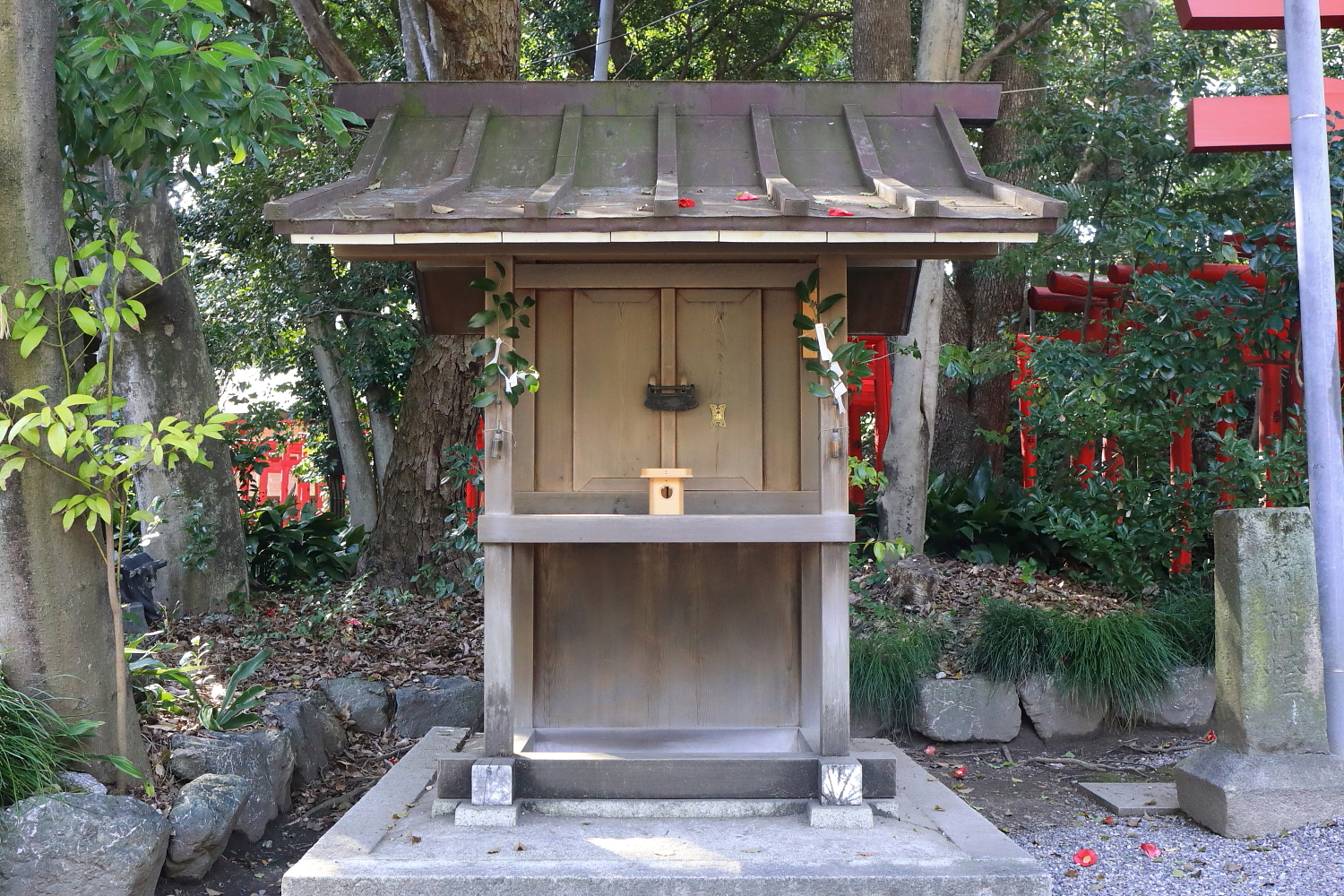
新宮社 （2021年（令和3年）3月）
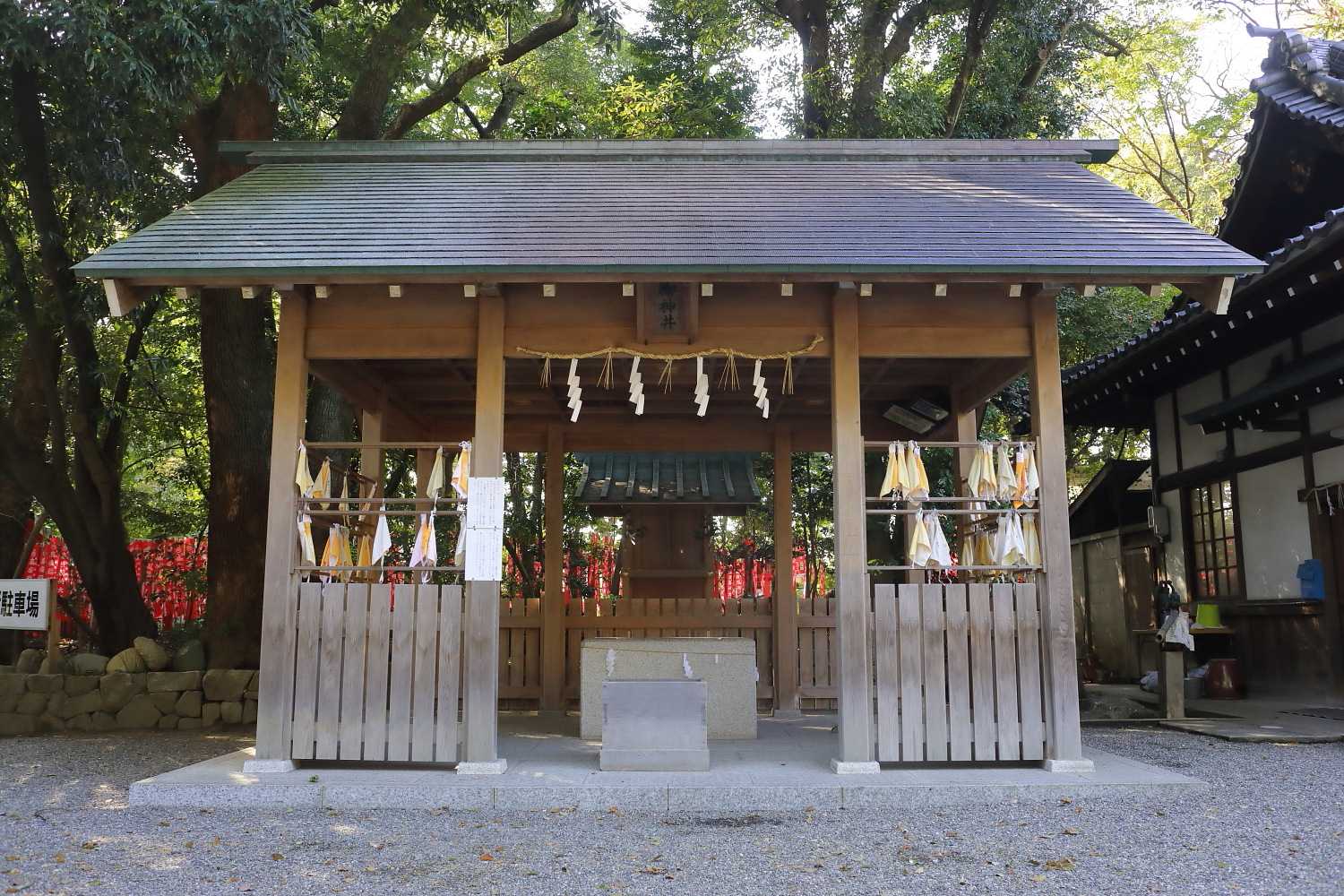
御井社 （2021年（令和3年）3月）
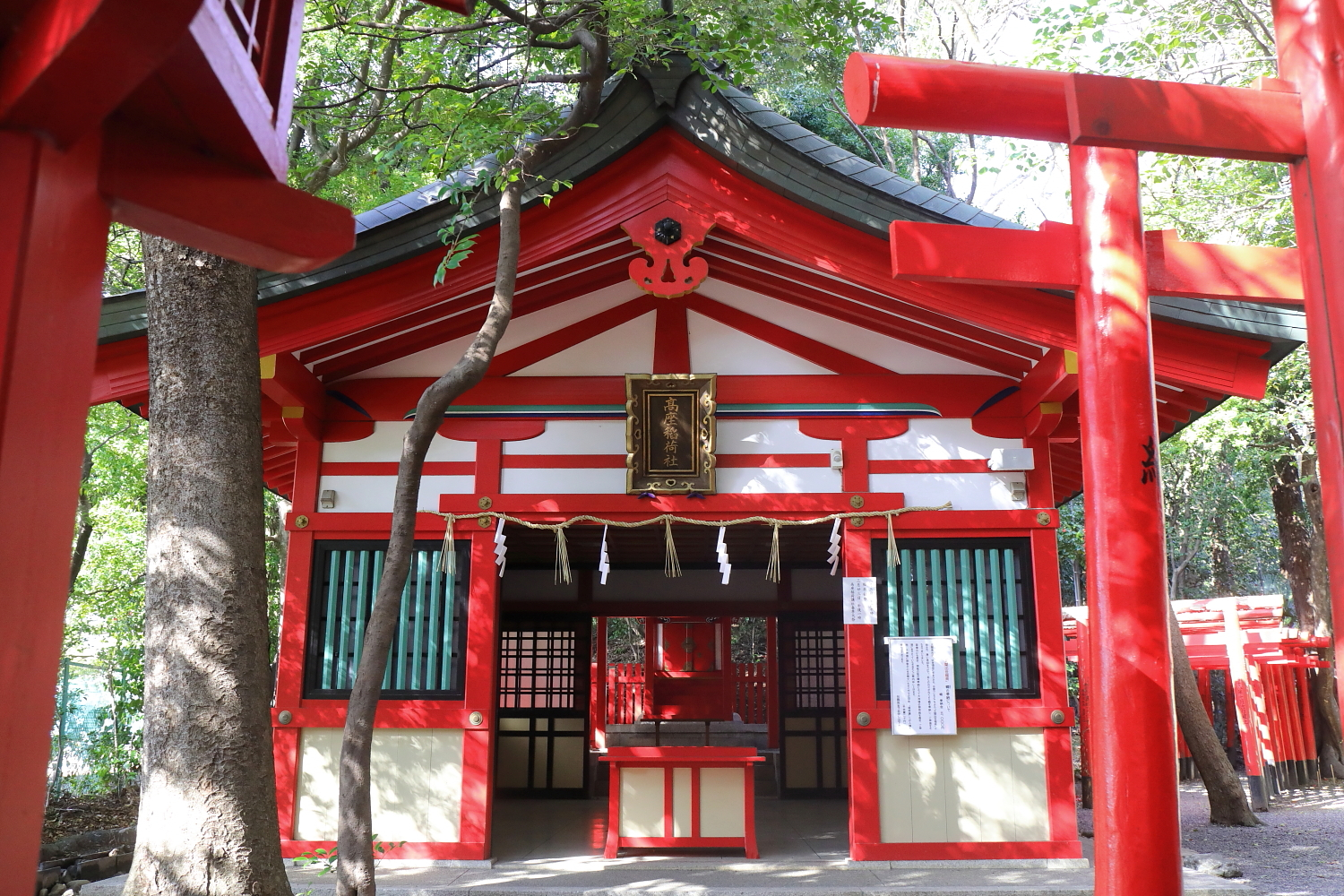
稲荷社 （2021年（令和3年）3月）
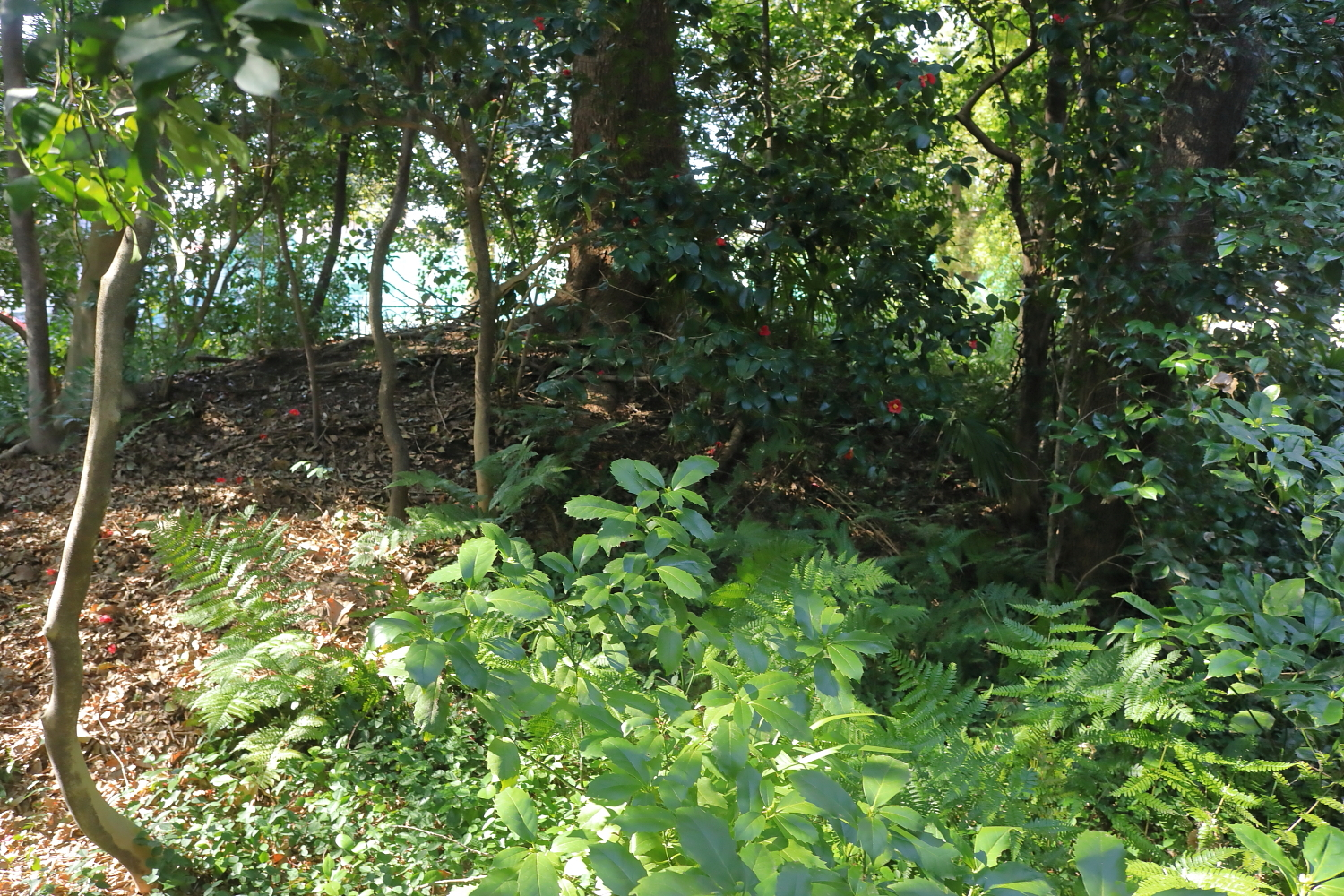
高蔵3号墳 （2021年（令和3年）3月）
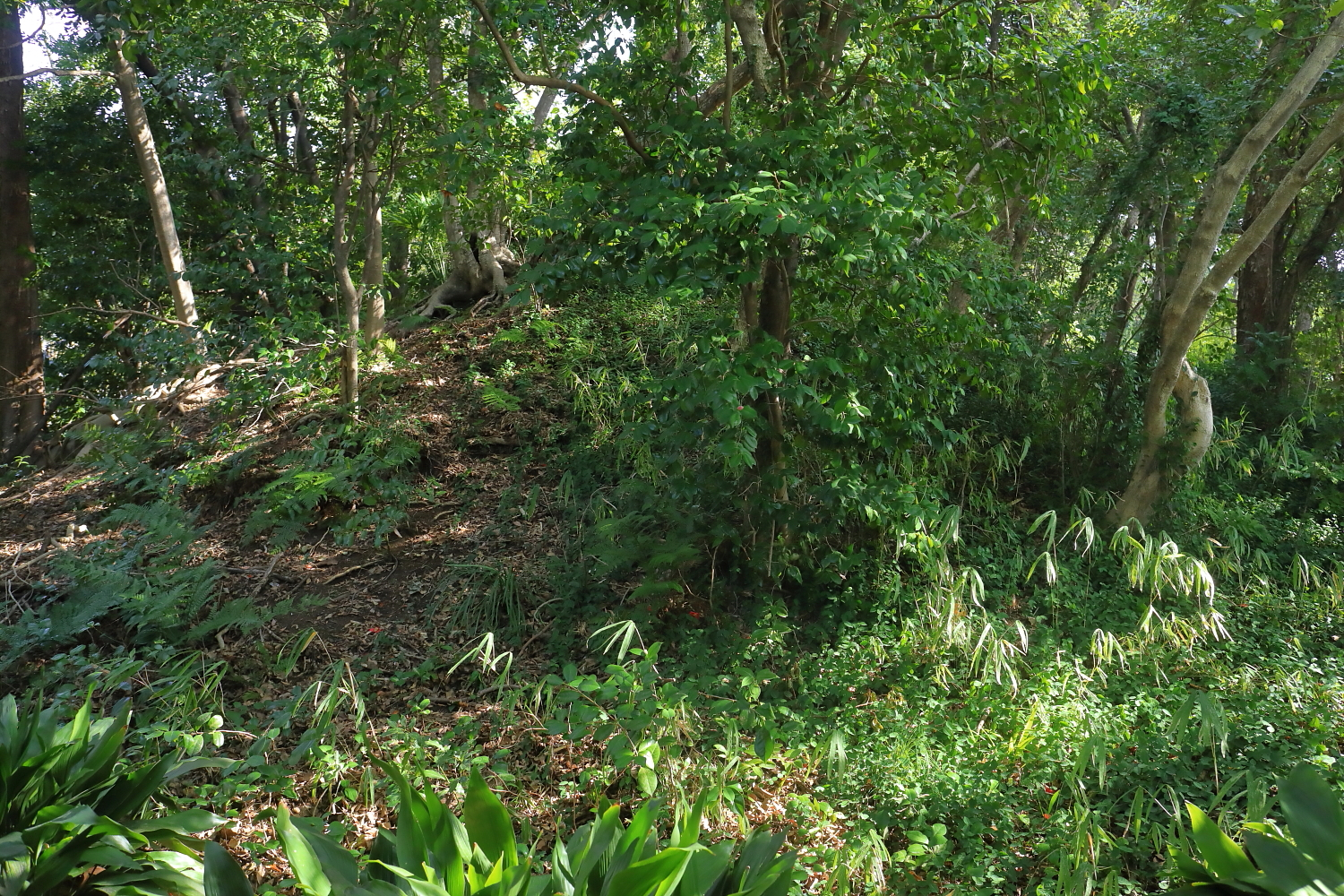
高蔵4号墳 （2021年（令和3年）3月）

## 現地情報
所在地
- 愛知県名古屋市熱田区高蔵町9-9

交通アクセス
- 鉄道：名古屋市営地下鉄名城線 西高蔵駅下車、徒歩で約5分。

周辺
- 高蔵遺跡